# Karl Khuen-Belasi
Karl Khuen-Belasi (celým jménem s titulem česky Karel Bedřich Maria hrabě Khuen-Belasi, německy Karl Friedrich Maria Graf Khuen-Belasi; 6. března 1879 Hrušovany nad Jevišovkou – 30. června 1963 Bolzano) byl rakouský šlechtic a politik, poslanec Moravského zemského sněmu.

## Životopis
Narodil se Eduardu von Khuen-Belasi a jeho ženě Emanuele, rozené Kammel von Hardegg, díky níž Eduard získal velkostatek v Hrušovanech nad Jevišovkou. Navštěvoval národní školu v Hrušovanech, pak v letech 1888–1896 gymnázium v Theresianu. V letech 1896–1905, kdy získal doktorát, studoval práva na Vídeňské univerzitě. Studium přerušil v letech 1898–1899 kvůli výkonu vojenské služby. Získal hodnost poručíka.
V letech 1905–1906 působil na okresním hejtmanství v Děčíně, pak na místodržitelství v Praze. V roce 1908 ze státní služby odešel a nastoupil jako hospitant do c. k. finančního ústavu pro obchod a živnost ve Vídni, o tři roky později se stal jeho správním radou. U příležitosti nástupu do ústavu absolvoval kurz účetnictví. V roce 1909 působil v cukrovaru ve Skutči. V dalším roce navštěvoval vídeňskou vysokou zemědělskou školu a převzal vedení hrušovanského velkostatku. V roce 1912 se stal členem správní rady cukrovaru v Hrušovanech, zároveň byl i prezidentem akciové společnosti, která jej provozovala.
V roce 1910 byl v doplňovacích volbách zvolen poslancem Moravského zemského sněmu ve II. sboru velkostatkářské kurie. Mandát obhájil v zemských volbách v roce 1913. Na sněmu nebyl příliš aktivní. Měl blízko ke Straně ústavověrného velkostatku.
Sympatizoval s hnutím Sudetských Němců v Československu. Zprostředkoval komunikaci Konrada Henleina s představiteli britské diplomacie. Po druhé světové válce byl uvězněn. Konec života strávil v Jižním Tyrolsku.
Byl znám také jako sběratel umění. Častým hostem jeho zámku byl historik umění Max Dvořák, jenž tam také zemřel.

## Rodina
Dne 12. února 1924 se v Budapešti oženil se Sarou Norou Karolou von Lützow. O rok později se jim narodil jediný syn Johann.